# Leptochiton leloupi
Leptochiton leloupi är en blötdjursart som beskrevs av Kaas 1979. Leptochiton leloupi ingår i släktet Leptochiton och familjen Leptochitonidae.
Artens utbredningsområde är Biscayabukten. Inga underarter finns listade i Catalogue of Life.